# Піскурка
Піскурка (пол. Piskórka) — село в Польщі, у гміні Пражмув Пясечинського повіту Мазовецького воєводства.
Населення — 315 осіб (2011).
У 1975-1998 роках село належало до Варшавського воєводства.

## Демографія
Демографічна структура станом на 31 березня 2011 року:
|          | Загалом | Допрацездатний вік | Працездатний вік | Постпрацездатний вік |
| -------- | ------- | ------------------ | ---------------- | -------------------- |
| Чоловіки | 148     | 33                 | 103              | 12                   |
| Жінки    | 167     | 45                 | 98               | 24                   |
| Разом    | 315     | 78                 | 201              | 36                   |